# 第一代从男爵约翰·巴罗爵士
约翰·巴罗爵士，第一代从男爵， FRS，FRGS，FSA（1764年6月19日—1848年11月23日），英国地理学家、语言学家、作家和公务员，曾经参加马戛尔尼使团，1804年至1845年间担任海军部第二秘书。

## 早期生活
巴罗出生于兰开夏郡阿尔弗斯顿的一个工人家庭，父亲罗杰·巴罗从事制革业，巴罗则为其独子。 
巴罗早早开始工作，最初在利物浦一家铸铁厂担任主管职员，16岁时到格陵兰岛捕鲸，20多岁时在格林威治的一所私立学校教授数学。

## 中国
1792年英国派遣马戛尔尼使团访华，斯当东爵士作为马戛尔尼的总管参加了这次使团，而巴罗当时正在担任小斯当东的数学家教，因此得以一起随团前往中国。巴罗学习中文的速度很快，随后为《季刊评论》撰写了中国相关的文章，斯当东爵士出版的《英使谒见乾隆纪实》对巴罗的汉学贡献多有提及。
1794年使馆回国后，虽然巴罗不再从事中国相关的工作，但他始终对中国事务抱有很大兴趣，并时常在关键时刻接受英国政府的咨询。
巴罗认为中国正处于长期停滞的状态，虽然中国是一个拥有高度文明的国家，但其与欧洲接触时正处于衰退之中，一些历史学家将当时盛行的“中国停滞论”归为巴罗的原创。 

## 南非

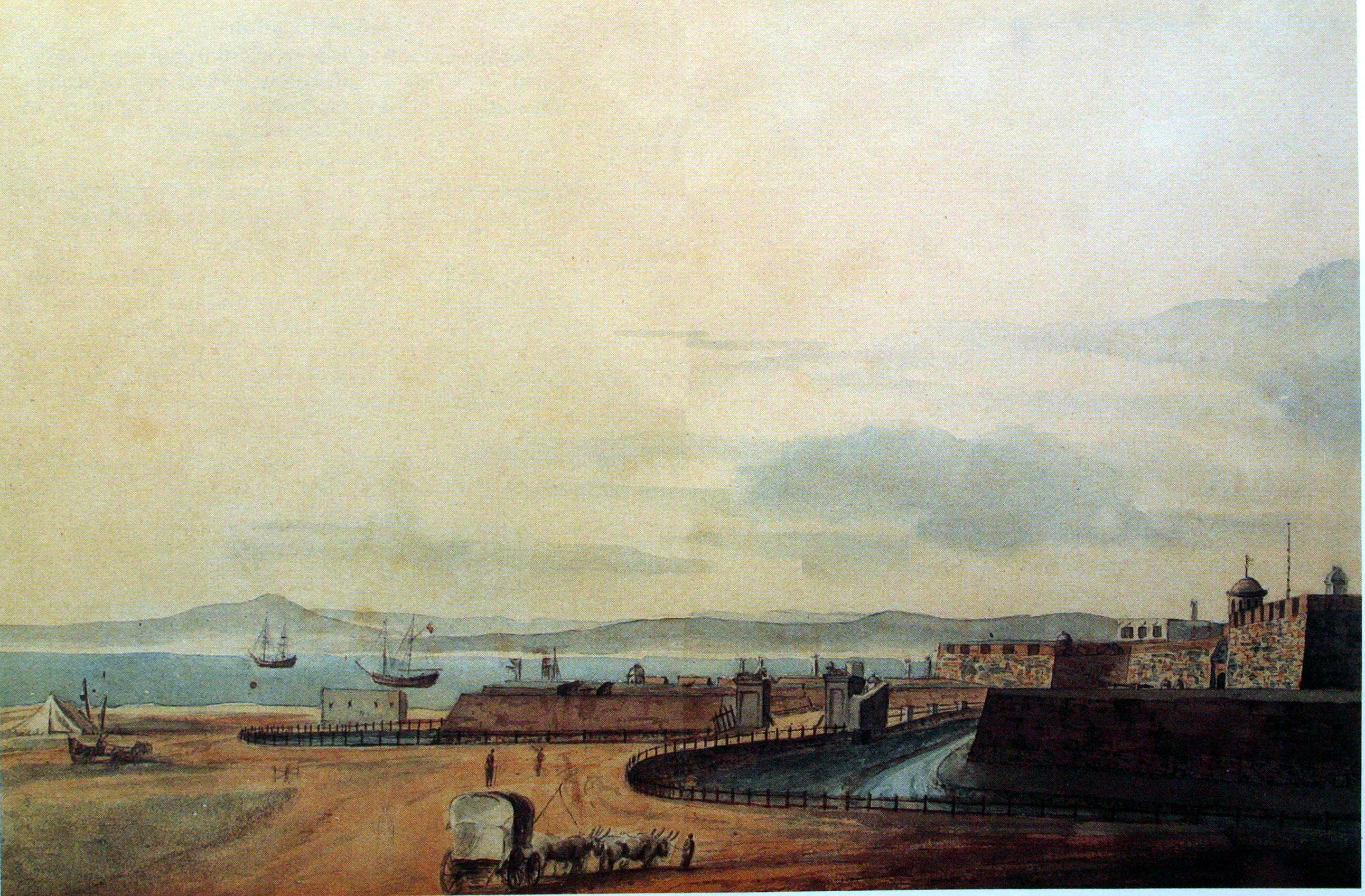
The Castle at Cape Town in about 1800, painted by John Barrow

1797年，巴罗作为私人秘书陪同马戛尔尼勋爵在英国新获得的好望角殖民地政府工作，巴罗负责调和布尔人和黑人矛盾、调查殖民地内陆的任务，为此他需要访问了开普殖民地的各个角落。回国后，巴罗出任政府公共账目的总审计。随后，巴罗决定移民南非，并在结婚，1800 年在开普敦买下一栋父子。然而，1802年英法之间达成亚眠和约，英国从开普殖民地撤军，导致巴罗不得不离开。
在南非期间，巴罗广泛收集了他所抵达的乡村的信息，并最终绘制出一张地图。巴罗的地图虽然有很多错误，但是有史以来第一次出版开普殖民地南部地区的现代地图。 巴罗对南非的描述极大地影响了欧洲人对南非及其人民的理解。巴罗对南非的描写深深影响当时欧洲人对于南非风土人情的理解。

## 任职海军部
1804年巴罗返回英国，被梅尔维尔子爵任命为海军部第二秘书，除了1806年至1807年间因政府改组短暂离开外，巴罗一共在海军部任职四十年1830年格雷勋爵就任首相，特别要求巴罗留任，这也是首次有高级公务员在政府更迭时以无党派身份留任。在巴罗任内，海军部第二秘书改称常务秘书。 巴罗任职第二秘书期间历仕11位海军大臣，所有大臣都对巴罗尊敬有加，尤其是当时担任海军上将勋爵、后来成为英国国王的威廉四世，威廉四世日后向巴罗授予了极大的荣誉。 
在海军部任职期间，巴罗推动了北极探险活动，其中包括约翰·罗斯、威廉·爱德华·帕里、詹姆斯·克拉克·罗斯和约翰·富兰克林的探险，加拿大北极地区的巴罗海峡以及阿拉斯加的巴罗角和巴罗市均以他的名字命名。巴罗可能是最早提议将1815年滑铁卢战役战败后的拿破仑流放圣赫勒拿的人巴罗是英国皇家学会和皇家地理学会前身罗利俱乐部的会员，拥有法学硕士学位，1821年获得爱丁堡大学法学博士学位，1835年获得從男爵爵位。 

## 笔记
1. ↑  Prior to 1 April 1974 Ulverston was in Lancashire
2. 1 2 3 4 5 6  Anonymous 1911.
3. 1 2 3  . Ulverston Town Council.   [31 July 2016]. （原始内容存档于2024-05-24）.
4. 1 2  Huigens, Siegfriend. . Walburg Pers. 2007: 139.
5. ↑  Standard Encyclopaedia of Southern Africa vol 2 (1970)
6. ↑  Standard Encyclopaedia of Southern Africa vol 2 (1970)
7. ↑  Fergus Fleming. Barrow's Boys (Kindle Edition). Kindle Location 242–252
8. ↑  Barrow, John. . Forgotten Books. 2017. ISBN 978-0259441045.

版权声明
- 本条目包含来自公有领域出版物的文本: Anonymous. . Chisholm, Hugh  (编).  (第11版). London: Cambridge University Press. 1911.

## 延伸阅读
- Fleming, F. . London: Granta. 1998. ISBN 1-86207-286-8.
- William Jardine Proudfoot, , London: G. Philip, 1861, OCLC 13174415, OL 13515010M